# Хасанов, Муйдин Юнусович
Муйдин Юнусович Хасанов (09.10.1917 — 04.10.1947) — советский военнослужащий, участник Великой Отечественной войны, Герой Советского Союза, миномётчик батареи 195-го горно-миномётного полка, сержант.

## Биография
Родился 28 сентября 1917 года в кишлаке Бобомирзо, ныне посёлок Федченко Кувинского района Ферганской области Узбекистана. Узбек.
Член ВКП(б)/КПСС с 1943 года. Окончил 10 классов и бухгалтерские курсы. Работал бухгалтером в сельпо.
В Красной Армии с 1939 года. На фронте в Великую Отечественную войну с июля 1941 года.
Миномётчик батареи 195-го горно-миномётного полка сержант Хасанов в числе первых высадился 1 ноября 1943 года на Керченском полуострове в районе посёлка Эльтиген. Заменил погибшего наводчика противотанкового ружья. В первой же контратаке противников подбил два танка и огнём из автомата уничтожил пехотинцев, идущих в атаку под их прикрытием. При отражении следующей контратаки гранатами вывел из строя ещё один танк.
Только за первые пять дней боёв сержант Хасанов лично подорвал два дзота, вывел из строя 3 танка и уничтожил более 80 противников.
Указом Президиума Верховного Совета СССР от 17 ноября 1943 года за мужество, отвагу и героизм сержанту Хасанову Муйдину Юнусовичу присвоено звание Героя Советского Союза с вручением ордена Ленина и медали «Золотая Звезда».
После войны демобилизован. Работал в колхозе.
Награждён орденом Ленина, медалями.
Умер 4 октября 1947 года в Ташкенте. Похоронен в саду колхоза имени Энгельса Кувинского района Ферганской области. Именем Героя названы улицы Ферганы и Кувы и школа № 4 Кувинского района. У школы в кишлаке Ташхауз установлен бюст Героя.